# Cleo Pires
Cleo Pires Ayrosa Galvão, conhecida mononimamente como Cleo Pires (Rio de Janeiro, 2 de outubro de 1982), é uma atriz, cantora, produtora e autora brasileira.

## Primeiros anos
Cleo Pires é descendente de espanhóis, indígenas e portugueses. É a filha mais velha do cantor Fábio Júnior e da atriz Glória Pires, tendo como avô materno o humorista Antônio Carlos Pires, como meio-irmão paterno o cantor e ator Fiuk, como meia-irmã materna a atriz Antônia Morais e como padrasto o músico Orlando Morais. Também é sobrinha do diretor Heraldo Corrêa – irmão de seu pai – e da autora Margareth Boury, além de prima do ator Guilherme Boury.
Na infância não queria se tornar artista, uma vez que via a imprensa invadindo a privacidade de seus pais. Entre 1999 e 2000 teve uma banda de rock intitulada Seedless, com a qual se apresentou em festivais e bares.

## Carreira

### 2003–13: Primeiros trabalhos e cinema
Apesar de ter feito uma participação em 1994 no primeiro capítulo da minissérie Memorial de Maria Moura por incentivo de sua mãe, Cleo Pires não queria ser atriz; foi apenas em 2003 que mudou de ideia quando a cineasta Monique Gardenberg a convidou para fazer um teste para o filme Benjamim, baseado no livro homônimo de Chico Buarque, trabalho que lhe rendeu o prêmio de melhor atriz no Festival do Rio. Em 2004 Benedito Ruy Barbosa convidou-a para protagonizar o remake de Cabocla, porém ela recusou para evitar comparações, uma vez que sua mãe havia estrelado a primeira versão da novela em 1979. No mesmo ano recusou o convite para protagonizar o remake de A Escrava Isaura, na RecordTV, alegando novamente que não queria ser comparada ao trabalho feito antes por Lucélia Santos. Nesta época também recusou convites para Lenita de Como uma Onda e Júlia de Começar de Novo.
Em 2005 recusou duas vezes o convite de Glória Perez para a telenovela América antes de finalmente ser convencida por ela a interpretar a ninfeta Lurdinha, que fazia de tudo para seduzir o pai de sua melhor amiga, interpretado por Edson Celulari. Nesse mesmo ano foi escolhida pela revista Istoé Gente como a mulher mais sexy do país. Ainda em 2005 esteve no especial de fim de ano Clara e o Chuveiro do Tempo como Cleópatra. Em 2006, interpretou a rebelde Letícia de Cobras & Lagartos. Pelo canal pago Telecine Premium, apresentou o Cineview, programa que mostrava as atualidades do mundo da cinematografia. Após uma reformulação, a atração passou a se chamar Moviebox, com apresentação de Daniel de Oliveira.
Em 2008 integrou o remake de Ciranda de Pedra, em que viveu a jovem professora Margarida, que se apaixona pelo engenheiro Eduardo. Emendando trabalhos, em 2009, integrou o elenco da novela Caminho das Índias, na qual interpretou a indiana Surya, sua primeira vilã. Também nesse ano, foi selecionada para compor o elenco do longa Os Mercenários, de Sylvester Stallone mas, devido ao seu trabalho em Caminho das Índias, a participação no filme não se concretizou. O papel acabou ficando com a atriz Giselle Itié. Novamente, foi nomeada uma das 25 mulheres mais sexy do país, pela revista Istoé Gente. Ainda em 2008, gravou o filme Meu Nome Não é Johnny e no ano seguinte gravou o filme que conta a história de vida do presidente brasileiro Luiz Inácio Lula da Silva, Lula, o Filho do Brasil, interpretando a primeira esposa de Lula, Maria Lurdes.

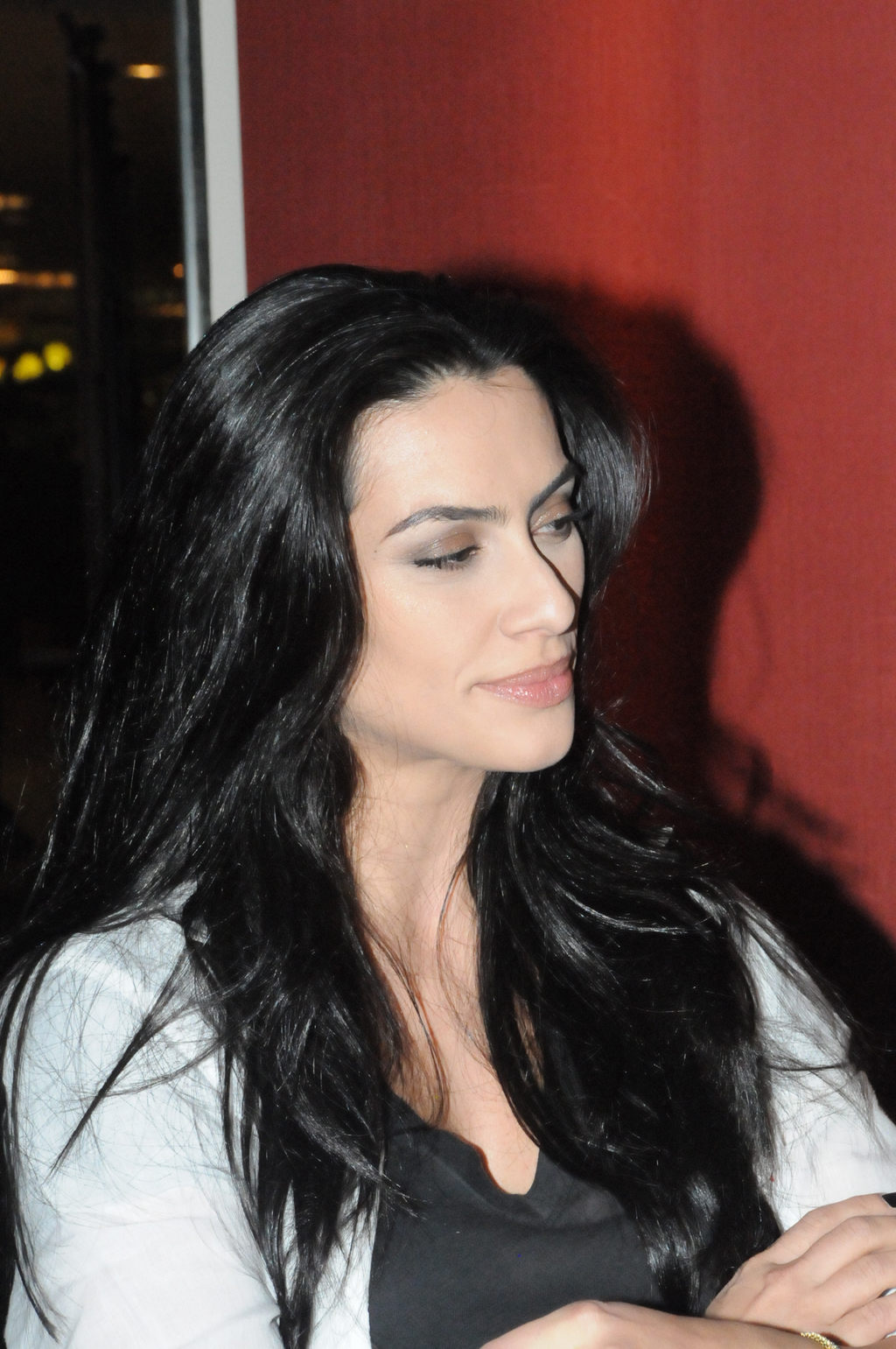
Cléo Pires

Em agosto de 2010 foi capa da Playboy Brasil, numa edição especial com em comemoração aos 35 anos da revista. Em 2010/2011 interpretou a índia Estela, a protagonista da telenovela Araguaia. No ano seguinte protagonizou o episódio "O Anjo de Alagoas", da série As Brasileiras, dirigida por Daniel Filho. Cleo Pires interpretou Ana Terra na fase jovem do filme O Tempo e o Vento, personagem que foi de sua mãe na minissérie de mesmo nome de 1985. Entre 2012 e 2013, interpretou a cosmopolita Bianca em Salve Jorge.

### 2014–2018: Amadurecimento e música
Em 2014, volta à TV, interpretando Kátia, esposa de Alexandre (Alejandro Claveaux), que tem um caso com o cunhado, André (Cauã Reymond), em O Caçador. Em 2016, participa de Haja Coração como Tamara, par romântico de Apolo Malvino Salvador. Também pode ser vista como Sabrina em Supermax, contracenando com Mariana Ximenes. Em 2017, muda seu nome artístico, adotando o monônimo Cleo. No dia 1 de setembro de 2017, Cleo participa do novo clipe do cantor sertanejo Gusttavo Lima intitulado Eu Vou Te Buscar (Cha La La La La), que além de trazer sua participação, o rapper Hungria Hip-Hop também participa em Pirenópolis, Goiás, local da gravação do clipe. Em 2018 integra o elenco da novela O Tempo não Para, na pele da grande vilã da trama, Betina Carvalhal. Em 19 de março lança seu primeiro extended play, intitulado em inglês de Jungle Kid. Em 30 de agosto, lança seu segundo extended play, Melhor Que Eu.

### 2019–presente: Cleo On Demand e Cinema
Em 2019, lançou o projeto Cleo On Demand um canal para lançamento de produções independentes através de seu Instagram. O primeiro conteúdo lançado foi a série Onde Está Mariana?, estrelada por Rebecca  no qual Cleo atua como produtora executiva.  Ainda parte do projeto foram lançadas a animação Free Girls e o documentário Expressão	.
Em 2020, Cleo lançou a websérie Reflexos, estrelada por ela, Vera Fischer e Viih Tube no Instagram. Além de atuar na produção da série a atriz interpreta Marina, uma médica na linha de frente  contra a COVID-19. Em 2021 produziu a audiossérie A Febre de Kuru sobre os crimes da Rua do Arvoredo, ocorridos em Porto Alegre no século XIX, e também série Todos Merecem o Céu para o Instagram. Ainda em 2021 estrelou o suspense Terapia do Medo para a Netflix interpretando as irmãs Clara e Fernanda.
Em 2022, interpretou Márcia no drama distópico O Segundo Homem lançado exclusivamente no Star+.  Ao lado de Sergio Guizé protagonizou a comédia Me Tira da Mira dando vida a civil Roberta que acompanha uma investigação criminal desastrosa sobre a morte de uma famosa atriz em uma clínica de realinhamento energético. Como divulgação de seu primeiro livro, a atriz lançou através de seu Instagram a websérie ficcional Todo mundo que amei já me fez chorar sobre relacionamentos tóxicos. Em dezembro estrelou a comédia romântica O Amor Dá Voltas ao lado de Igor Angelkorte e Juliana Didone.

## Vida pessoal
Entre 2010 e 2012 foi casada com o ator e comediante João Vicente de Castro. Entre 2013 e 2016 namorou o também ator Rômulo Arantes Neto. Em julho de 2021 casou-se em Minas Gerais com o empresário e modelo Leandro D'Lucca.
Em 2023, declarou ser meio demissexual.

## Filmografia

### Televisão
| Ano     | Título                      | Personagem                             | Nota                          |
| ------- | --------------------------- | -------------------------------------- | ----------------------------- |
| 1993    | Mulheres de Areia           | Menina nova-iorquina                   | Episódio: "6 de março"        |
| 1994    | Memorial de Maria Moura     | Maria Moura (criança)                  | Episódio: "17 de maio"        |
| 2005    | América                     | Maria de Lourdes Nascimento (Lurdinha) |                               |
| 2005    | Clara e o Chuveiro do Tempo | Cleópatra                              | Episódio: "25 de dezembro"    |
| 2006    | Cobras & Lagartos           | Letícia Pacheco                        |                               |
| 2006    | Páginas da Vida             | Helena (jovem)                         | Episódio: "12 de julho"       |
| 2007    | Cineview                    | Apresentadora                          |                               |
| 2008    | Ciranda de Pedra            | Margarida Lemos Carmelo                |                               |
| 2009    | Caminho das Índias          | Surya Adib Ananda                      |                               |
| 2010–11 | Araguaia                    | Estela Rangel / Estrela Karuê          |                               |
| 2012–13 | Salve Jorge                 | Bianca Faber                           |                               |
| 2012    | As Brasileiras              | Ana                                    | Episódio: "O Anjo de Alagoas" |
| 2014    | O Caçador                   | Kátia Câmara                           |                               |
| 2014    | A Mulher da Sua Vida        | Pilar                                  | Episódio: "3 de agosto"       |
| 2016    | Haja Coração                | Tamara Velásquez                       |                               |
| 2016    | Supermax                    | Sabrina Toledo                         |                               |
| 2018–19 | O Tempo Não Para            | Betina Carvalhal                       |                               |
| 2023    | A Magia de Aruna            | Cloe                                   |                               |

### Cinema
| Ano  | Título                    | Personagem                    | Nota                |
| ---- | ------------------------- | ----------------------------- | ------------------- |
| 2003 | Benjamim                  | Ariela Masé / Castana Beatriz |                     |
| 2008 | Meu Nome Não é Johnny     | Sofia                         |                     |
| 2009 | Lula, o Filho do Brasil   | Maria de Lurdes da Silva      |                     |
| 2011 | Qualquer Gato Vira-Lata   | Tati                          |                     |
| 2013 | O Tempo e o Vento         | Ana Terra (jovem)             |                     |
| 2014 | Rio, Eu Te Amo            | Clara                         |                     |
| 2015 | Qualquer Gato Vira-Lata 2 | Tati                          |                     |
| 2015 | Operações Especiais       | Francis                       |                     |
| 2016 | Mais Forte que o Mundo    | Viviane                       |                     |
| 2019 | Legalidade                | Cecília Ruiz                  |                     |
| 2021 | Terapia do Medo           | Clara / Fernanda              |                     |
| 2022 | Me Tira da Mira           | Roberta / Sandra              | Também produtora    |
| 2022 | O Segundo Homem           | Márcia                        |                     |
| 2022 | O Amor Dá Voltas          | Dani                          |                     |
| 2023 | Eu Sou Maria              | Professora Mari               |                     |
| 2024 | Uma Babá Gloriosa         | Gloria                        |                     |
| —    | O Velho Fusca             | Elaine                        | Também co-produtora |

### Internet
| Ano  | Título                               | Personagem           | Nota                |
| ---- | ------------------------------------ | -------------------- | ------------------- |
| 2019 | Onde Está Mariana?                   | -                    | Produtora executiva |
| 2019 | Free Girls                           | Heroína (voz)        | Também produtora    |
| 2019 | Expressão                            | -                    | Produtora           |
| 2020 | Reflexos                             | Marina               |                     |
| 2021 | A Febre de Kuru                      | Catarina Palse (voz) | Também produtora    |
| 2021 | Todos Merecem o Céu                  | -                    | Produtora           |
| 2022 | Todo Mundo que Amei já me fez Chorar | Psicóloga            |                     |

### Videoclipes
| Ano  | Música           | Artista       |
| ---- | ---------------- | ------------- |
| 2017 | Eu vou te Buscar | Gusttavo Lima |
| 2017 | Noites Anormais  | Márcia Castro |

## Discografia

### Extended plays(EPs) e Discos:
| Álbum         | Detalhes                                                                                       |
| ------------- | ---------------------------------------------------------------------------------------------- |
| Jungle Kid    | - Lançamento: 19 de março de 2018 - Formatos: Download digital, CD - Gravadora: Independente   |
| Melhor Que Eu | - Lançamento: 30 de agosto de 2018 - Formatos: Download digital, CD - Gravadora: Independente  |
| Dark Pop      | - Lançamento: 21 desetembro de 2023 - Formatos: Download digital, CD - Gravadora: Independente |

### Singles

#### Como artista principal
| Título                                 | Ano  | Álbum         |
| -------------------------------------- | ---- | ------------- |
| "Jungle Kid"                           | 2018 | Jungle Kid    |
| "Bandida"                              | 2018 | Jungle Kid    |
| "Trapped"                              | 2018 | Melhor Que Eu |
| "Melhor Que Eu"                        | 2018 | Melhor Que Eu |
| "Queima" (feat. Pocah)                 | 2019 | -             |
| "Tormento" (feat. Karol Conká, Azzy)   | 2021 | -             |
| "Todo Mundo que Amei já me fez Chorar" | 2022 | -             |

#### Como artista convidada
| Título                                | Ano  | Álbum             |
| ------------------------------------- | ---- | ----------------- |
| "Você é do Mal" (As Baías feat. CLEO) | 2020 | Drama Latino - EP |
| "Bom Ator" (Number Teddie feat. CLEO) | 2022 |                   |

## Literatura
- 2022 - Todo Mundo que Amei já me Fez Chorar[7]

## Prêmios e indicações
| Ano  | Prêmio                              | Categoria                                      | Nomeações             | Resultado | Ref     |
| ---- | ----------------------------------- | ---------------------------------------------- | --------------------- | --------- | ------- |
| 2003 | Festival do Rio                     | Melhor Atriz                                   | Benjamim              | Venceu    | [ 80 ]  |
| 2005 | Prêmio ACIE de Cinema               | Melhor Atriz                                   | Benjamim              | Indicado  | [ 81 ]  |
| 2005 | Prêmio Guarani de Cinema Brasileiro | Melhor Revelação                               | Benjamim              | Indicada  |         |
| 2005 | Blockbuster Entertainment Awards    | Melhor Revelação Feminina                      | Benjamim              | Indicada  |         |
| 2005 | Grande Prêmio do Cinema Brasileiro  | Melhor Atriz                                   | Benjamim              | Indicado  | [ 83 ]  |
| 2005 | Melhores do Ano                     | Melhor Atriz Revelação                         | América               | Venceu    | [ 84 ]  |
| 2005 | Prêmio Extra de Televisão           | Melhor Revelação                               | América               | Venceu    | [ 85 ]  |
| 2005 | Meus Prêmios Nick                   | Gata do Ano                                    | América               | Venceu    | [ 86 ]  |
| 2005 | Prêmio Arte Qualidade Brasil – RJ   | Melhor Atriz Revelação – Televisão             | América               | Venceu    |         |
| 2005 | Prêmio Arte Qualidade Brasil – SP   | Melhor Atriz Revelação – Televisão             | América               | Indicada  |         |
| 2006 | Prêmio Contigo! de TV               | Melhor Atriz Revelação                         | América               | Venceu    | [ 87 ]  |
| 2006 | Melhores do Ano                     | Melhor Atriz Coadjuvante                       | Cobras & Lagartos     | Venceu    | [ 84 ]  |
| 2006 | Meus Prêmios Nick                   | Gata do Ano                                    | Cobras & Lagartos     | Venceu    | [ 88 ]  |
| 2007 | Prêmio Contigo! de TV               | Melhor Atriz Coadjuvante                       | Cobras & Lagartos     | Indicado  | [ 89 ]  |
| 2007 | Prêmio Contigo! de TV               | Melhor Par Romântico (com Carmo Dalla Vecchia) | Cobras & Lagartos     | Indicado  | [ 89 ]  |
| 2008 | Prêmio Arte Qualidade Brasil        | Melhor Atriz – Cinema                          | Meu Nome Não é Johnny | Indicado  | [ 90 ]  |
| 2008 | Prêmio Contigo! de Cinema Nacional  | Melhor Atriz Coadjuvante                       | Meu Nome Não é Johnny | Indicado  | [ 91 ]  |
| 2009 | Prêmio Extra de Televisão           | Melhor Atriz Coadjuvante                       | Caminho das Índias    | Indicado  | [ 92 ]  |
| 2010 | Prêmio Contigo! de TV               | Melhor Atriz Coadjuvante                       | Caminho das Índias    | Indicado  | [ 93 ]  |
| 2011 | Prêmio Extra de Televisão           | Melhor Atriz                                   | Araguaia              | Indicado  | [ 94 ]  |
| 2011 | Prêmio Arte Qualidade Brasil        | Melhor Atriz – Televisão                       | Araguaia              | Indicado  | [ 95 ]  |
| 2013 | Prêmio Contigo! de TV               | Melhor Atriz de Série ou Minissérie            | As Brasileiras        | Indicado  | [ 96 ]  |
| 2014 | Prêmio Contigo! de TV               | Melhor Atriz de Série ou Minissérie            | O Caçador             | Indicado  | [ 97 ]  |
| 2015 | Troféu AIB de Imprensa              | Melhor Atriz                                   | Operações Especiais   | Venceu    | [ 98 ]  |
| 2017 | Prêmio Jovem Brasileiro             | Melhor Atriz Jovem                             | Haja Coração          | Indicada  |         |
| 2018 | Prêmio Jovem Brasileiro             | Aposta                                         | Jungle Kid            | Indicada  | [ 99 ]  |
| 2019 | Prêmio Contigo! de TV               | Melhor Atriz Coadjuvante                       | O Tempo Não Para      | Indicada  | [ 100 ] |
| 2019 | MTV Millennial Awards               | #PQMULHER                                      | Ela mesma             | Indicada  | [ 101 ] |